# Cuenca Minera
La Cuenca Minera est une comarque située dans la province andalouse de Huelva.
Elle comprend sept communes : Berrocal, Campofrío, El Campillo, La Granada de Río-Tinto, Minas de Riotinto, Nerva et Zalamea la Real.
La comarque, célèbre pour ses gisements de minerais, borde à l'est la province de Séville, à l'ouest la comarque de El Andévalo, au sud la comarque de El Condado, et au nord la Sierra de Huelva.